# نازلو
نازلو هي قرية في مقاطعة أرومية، إيران. عدد سكان هذه القرية هو 1,311 في سنة 2006.